# Great Western
Il Great Western è stato un piroscafo a pale con quattro alberi. È famosa per essere stata la prima nave a vapore costruita come transatlantico. Fu la più grande nave passeggeri del mondo dal 1837 al 1839.
Prima nave progettata dal brillante ingegnere Isambard Kingdom Brunel, il Great Western fu il modello di partenza per la progettazione di tutti i successivi piroscafi a pale. Detenne il  Nastro Azzurro per 6 anni e operò sulla tratta Bristol-New York fino a quando i suoi proprietari cessarono l'attività. Fu venduta poi alla Royal Mail Steam Packet Company e demolita nel 1856 dopo aver prestato servizio come nave da trasporto truppe durante la guerra di Crimea.

## Storia

### Costruzione
Nel 1836, a seguito del successo della ferrovia GWR che collegava Londra-Bristol, Isambard Kingdom Brunel, il suo amico Thomas Guppy e un gruppo di investitori di Bristol, formarono la Great Western Steamship Company per collegare Bristol a New York. La prima nave della compagnia avrebbe portato lo stesso nome della ferrovia e sarebbe stata di notevoli dimensioni: Brunel si accorse infatti che navi più grandi consumavano meno carbone (questo principio lo portò a costruire la Great Eastern), fatto importante per i lunghi viaggi transoceanici.
La costruzione iniziò il 26 giugno 1836 nei cantieri William Patterson di Bristol. Lo scafo venne costruito con metodi tradizionali in legno di quercia e rinforzato con lastre di acciaio. Il piroscafo montava un motore a vapore Maudslay, Sons and Field da 2 cilindri, che generava una potenza di 750 CV e muoveva due ruote a pale sulle fiancate. Le vele non fornivano solo propulsione ausiliaria, ma erano utili anche in caso di mare agitato: potevano infatti ridurre il rollio, mantenendo entrambe le pale in acqua, permettendo quindi una navigazione in linea retta. 
Il Great Western venne varato il 19 luglio 1837: durante la cerimonia del varo, un operaio rimase ucciso quando una carico sospeso di legname gli cadde addosso.  
All'inizio del marzo 1838 iniziarono le prove in mare.

### Viaggio inaugurale
Il 31 marzo 1838 il Great Western salpò per Avonmouth, da dove sarebbe partito per il suo viaggio inaugurale. 
Prima di raggiungere Avonmouth scoppiò un incendio nella sala macchine e Brunel rimase ferito. L'incendio venne spento e i danni furono minimi, ma più di 50 passeggeri cancellarono le loro prenotazioni e il viaggio fu rimandato.
Questo permise alla Saint George Steam Packet Company di battere sul tempo la GWSC, facendo partire per New York il Sirius il 4 aprile.
Alla fine il Great Western lasciò Bristol l'8 aprile, con solo 7 passeggeri a bordo.
Il Sirius raggiunse New York il 22 aprile, diventando sia la I nave a vapore ad attraversare l'Atlantico, sia la I nave a vincere il  Nastro Azzurro.
Il Great Western però, nonostante quattro giorni di svantaggio, giunse a destinazione solo il giorno seguente e con 200 tonnellate di carbone avanzate (mentre l'equipaggio del Sirius aveva dovuto bruciare cinque barili di resina oltre a tutto il carbone e bordo). 
Per questo, il Sirius mantenne il record di velocità solo per un giorno e il Nastro azzurro venne poi assegnato al Great Western (che mantenne fino al 1843, quando venne battuto dall'SS Cambria della Cunard Line).

### Servizio
Nonostante il successo del Great Western i profitti della GWSC rimasero piuttosto bassi, a quali si aggiunsero poi le enormi spese per la costruzione della seconda nave della compagnia, il  Great Britain. Nel settembre 1846 il Great Britain si arenò a causa di un errore di navigazione e le spese per il suo ripristino portarono la compagnia al fallimento. Fino ad allora, il Great Western aveva completato 45 traversate oceaniche. 
Nel 1847 la nave fu venduta alla Royal Mail Steam Packet Company e Southampton divenne il suo nuovo porto di partenza. Tra il 1847 e il 1853 compì 14 viaggi verso le Indie Occidentali e, nei successivi due anni, fece altri 9 viaggi per Rio de Janeiro (facendo scalo a Lisbona, Madera, Tenerife,  St Vincent, Pernambuco e Bahia).
Nel 1855 la nave venne messa in disarmo a Southampton e comprata poi dalla Royal Navy. Richiamato "Transport No. 6", il Great Western prestò servizio come nave trasporto truppe durante la guerra di Crimea, trasportando soldati tra Regno Unito, Gibilterra, Malta e la penisola di Crimea. 
Nell'agosto 1856 la nave fu infine venduta per essere demolita e smantellata a Vauxhall.